# 上田佳範
上田 佳範（うえだ よしのり、1973年11月18日 - ）は、長野県松本市出身の元プロ野球選手（外野手・コーチ）。

## 経歴

### プロ入り前
松商学園高校時代はエースとして甲子園に2度（1991年の第63回選抜大会と第73回全国選手権大会）出場。チームメイトには柳沢裕一がいた（柳沢は松本シニアでもチームメイトだった）。センバツは準優勝、同学年である愛工大名電高校の鈴木一朗を無安打に抑えた。天理高校、大阪桐蔭高校、国士舘高校と2回戦から準決勝まで3連続完封勝利を挙げ、35イニング連続無失点と抜群の安定感を見せる。夏の全国大会では3回戦、井手元健一朗を擁する対四日市工業高校戦において延長16回に死球を受け、サヨナラゲームで勝利を掴んでベスト8まで進んでいる。
国民体育大会で優勝経験がある。打撃力もありハワイ選抜では4番に座った。
その後、1991年のプロ野球ドラフト会議で日本ハムファイターズから1位指名を受けた。

### 日本ハム時代
地元・長野の二軍戦にて初勝利を挙げるが一軍登板はなかった。
1993年より投手から外野手へ転向。
1995年に初めて一軍に昇格し、106試合に出場、49安打を記録した。
1997年には移籍してきた落合博満の指導を受けた甲斐もあり右翼手に定着。規定打席にも到達し打率.300（リーグ12位）と自身初の100安打以上を記録する。
1998年は打撃が低迷、その後は故障もあって伸び悩んだ。
2005年シーズンオフに日本ハムから戦力外通告を受け、12球団合同トライアウトに参加した。その後、かつて日本ハムで共にプレーした落合が監督を務める中日ドラゴンズの秋季キャンプでテストを受け、同年11月11日に合格した。
11月10日に入団が決定した。その日の紅白戦から、福留は右翼から中堅へとコンバートされている。日本ハム時代に現役として２年間一緒にプレーした落合は、上田の守備を「イチローに匹敵する」と評していて、強肩・福留の右翼守備は球界ナンバーワンクラスだが、その福留と同等という高い評価を、既に上田に与えていた。落合は2006年シーズンの右翼のポジションを守備の上田、打力の井上一樹、強肩新人・藤井淳志（NTT西日本）の3選手で競わせる方針であった。

### 中日時代

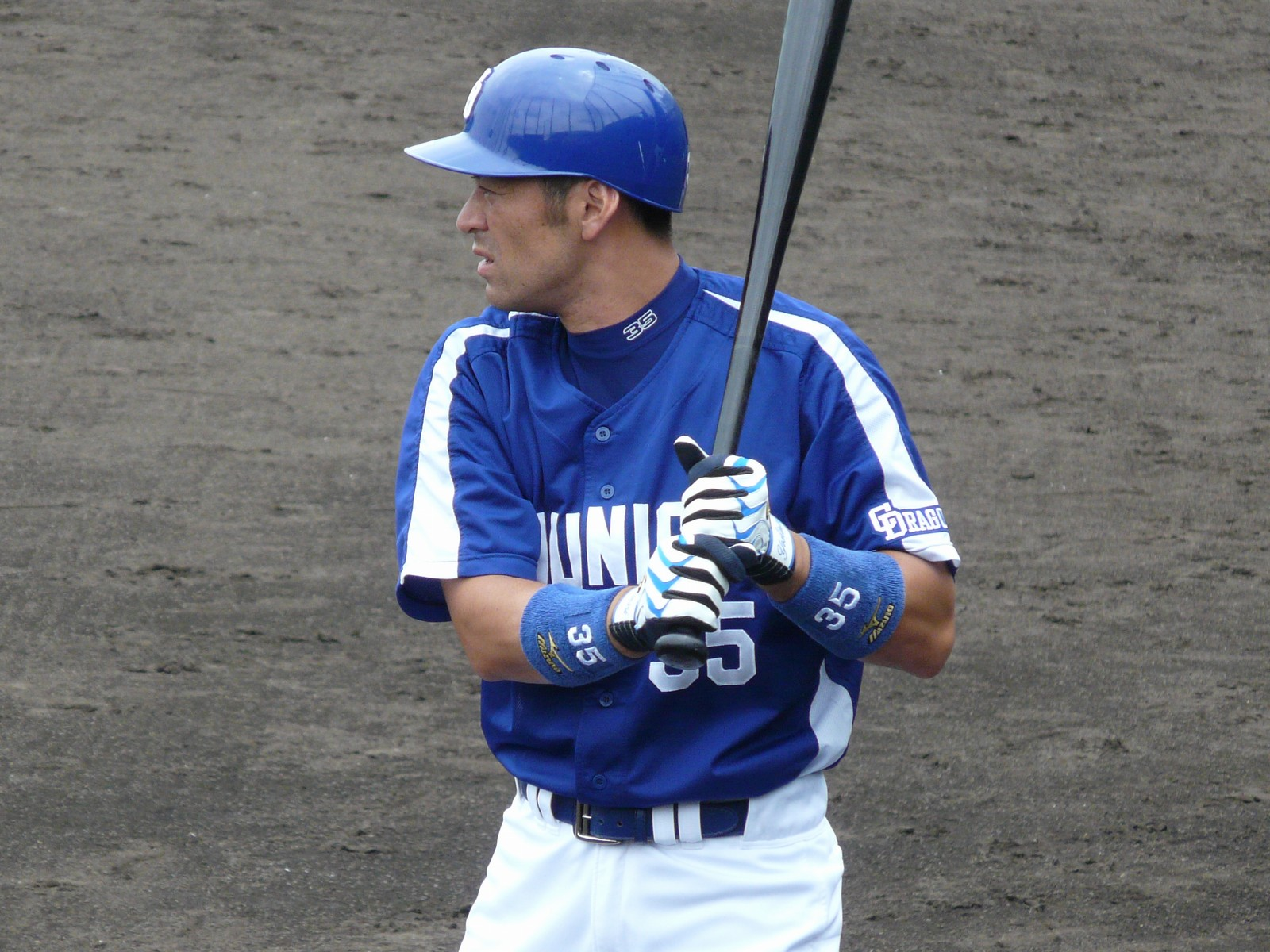
中日選手時代
（2008年6月26日、阪神鳴尾浜球場にて）

2006年の序盤こそ先発出場が多かったものの、以降は一軍と二軍を行ったり来たりとなり、2007年、2008年は二軍暮らしが主となった。
2006年10月10日、対読売ジャイアンツ戦（東京ドーム）で通算1000試合出場、同月12日の対阪神タイガース戦（阪神甲子園球場）に開催された日本ハム時代の同期入団で同僚・片岡篤史の引退試合で先発出場を果たし、試合後の胴上げに参加した。2007年のアジアシリーズ決勝戦では、9回に左翼手として守備に就きウイニングボールを掴んだが、同年シーズンは終盤まで一軍昇格できず、昇格後の出番も怪我で離脱した英智の代役としての守備固めが多かった。
2008年は二軍暮らしが続き、二軍でも代打での出場が多かった。9月26日に引退を表明、翌9月27日に一軍に昇格し、引退試合となったその日の対横浜ベイスターズ戦に「6番・右翼手」で先発出場。1回裏に回ってきた最終打席はマイク・ウッドの投じた初球を叩き投手ゴロに終わったが、スタンドからは上田コールが起こった。11月28日に任意引退公示された。

### 引退後
引退後も2015年まで、コーチとして中日に残留。2008年には、シーズン終了直後のフェニックスリーグで一塁ベースコーチを務めると、10月28日に二軍外野守備走塁コーチへ就任することが球団から正式に発表された。
2010年には、二軍打撃コーチを兼任するとともに、三塁ベースコーチを務めていた。
2011年には、シーズン序盤から途中まで一軍を担当。一塁ベースコーチを務めていたが、8月16日に、石嶺和彦打撃コーチと入れ替わる格好で二軍担当に回った。
2012年のシーズン序盤は、二軍で外野守備走塁コーチを務めていた。5月19日に、役職を平野謙と入れ替える格好で一軍へ復帰。復帰直後は平野から一塁ベースコーチを引き継いでいたが、同月27日の福岡ソフトバンクホークスとの試合中に、三塁ベースコーチの渡邉博幸と交代。後に平野が一軍へ復帰してからも、そのまま三塁ベースコーチを務めた。
2013年からは、一軍外野守備走塁コーチとして、三塁ベースコーチを正式に担当。2014年から2年契約を結んでいたが、契約期間の満了を機に、2015年10月13日付で中日を退団した。

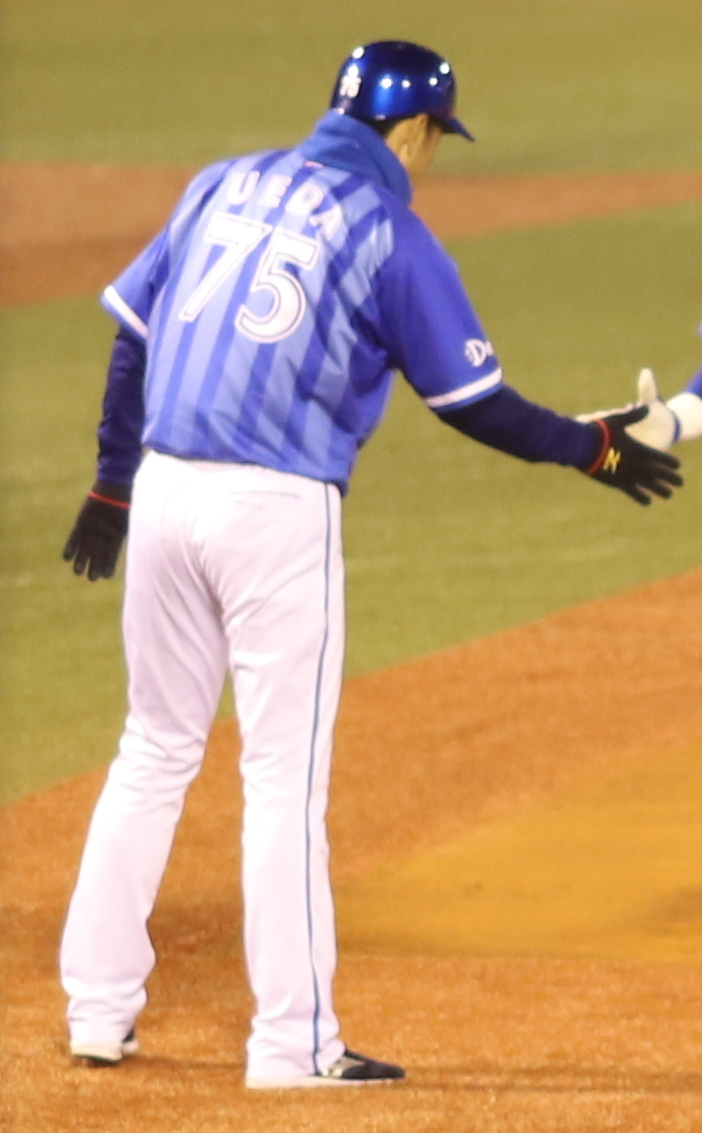
横浜DeNAベイスターズでのコーチ時代
（2019年4月3日）

2015年10月22日に、横浜DeNAベイスターズがコーチとして上田と契約したことを発表。同球団では2016年から2020年まで一軍外野守備走塁コーチを務め、中日時代と同様に三塁ベースコーチを務めていた。2020年11月16日付で退団。
2020年11月24日、2021年シーズンから外野守備走塁コーチとして、15年ぶりに古巣の北海道日本ハムファイターズに復帰することが発表された。翌2022年は二軍外野守備走塁コーチに配置転換され、同年限りで退団した。
2022年10月28日、2023年から中日ドラゴンズの二軍打撃コーチを務めることが発表された。
2024年10月6日、中日を同年限りで退団することが発表された。
2025年からは再びDeNAのコーチに就任した。役職は二軍外野守備兼ベースコーチ兼野手コーチで、背番号は84。

## 選手としての特徴・人物
走攻守3拍子揃った選手で、日本ハムで外野手へ転向してからは、スタメン以外にも代打・代走・守備固めなどで幅広く重用された。
星稜高校の選手として松商学園時代の上田と対戦した松井秀喜は、メジャーリーガーとなった後の2007年に当時を振り返り、著書で「野球人生で初めて壁を感じて大きな影響を受けたのがこの上田さんとの対戦だった」と述べ、苦戦した経験を記している（1990年秋の北信越大会と3年時の第73回選手権大会で対戦している）。また、リトルリーグ時代に、全国大会で後にチームメイトとなった小笠原道大の所属するチームと対戦した。
漫画家の矢沢あいは、高校時代の上田に影響されて『うすべにの嵐』と続編の『空を仰ぐ花』を描いた。単行本に掲載されている矢沢本人の手書きメッセージ欄にも「松商学園の上田君に女学生のようにときめいてしまった」「ドラフトで上田君が日ハムに入団することが決まったとき、『今日から日ハムのファンになる!』と決めたが、ファンらしいことは何もしていない」と書いている。

## 詳細情報

### 年度別打撃成績
| 年 度      | 球 団      | 試 合 | 打 席 | 打 数 | 得 点 | 安 打 | 二 塁 打 | 三 塁 打 | 本 塁 打 | 塁 打 | 打 点 | 盗 塁 | 盗 塁 死 | 犠 打 | 犠 飛 | 四 球 | 敬 遠 | 死 球 | 三 振 | 併 殺 打 | 打 率 | 出 塁 率 | 長 打 率 | O P S |
| ---------- | ---------- | ----- | ----- | ----- | ----- | ----- | -------- | -------- | -------- | ----- | ----- | ----- | -------- | ----- | ----- | ----- | ----- | ----- | ----- | -------- | ----- | -------- | -------- | ----- |
| 1995       | 日本ハム   | 106   | 236   | 217   | 27    | 49    | 10       | 0        | 4        | 71    | 16    | 3     | 3        | 3     | 1     | 13    | 0     | 2     | 69    | 5        | .226  | .275     | .327     | .602  |
| 1996       | 日本ハム   | 126   | 376   | 319   | 34    | 64    | 9        | 1        | 7        | 96    | 35    | 8     | 3        | 15    | 2     | 35    | 2     | 5     | 71    | 5        | .201  | .288     | .301     | .589  |
| 1997       | 日本ハム   | 130   | 424   | 360   | 41    | 108   | 23       | 0        | 6        | 149   | 39    | 7     | 2        | 8     | 4     | 48    | 2     | 3     | 83    | 9        | .300  | .383     | .414     | .797  |
| 1998       | 日本ハム   | 120   | 288   | 248   | 32    | 60    | 17       | 1        | 2        | 85    | 15    | 4     | 2        | 4     | 2     | 32    | 1     | 2     | 58    | 7        | .242  | .331     | .343     | .674  |
| 1999       | 日本ハム   | 109   | 146   | 134   | 10    | 30    | 9        | 1        | 2        | 47    | 6     | 5     | 0        | 3     | 0     | 9     | 0     | 0     | 39    | 3        | .224  | .273     | .351     | .623  |
| 2000       | 日本ハム   | 103   | 213   | 187   | 22    | 45    | 11       | 1        | 6        | 76    | 29    | 4     | 0        | 2     | 2     | 19    | 0     | 3     | 31    | 3        | .241  | .318     | .406     | .724  |
| 2001       | 日本ハム   | 77    | 172   | 155   | 13    | 34    | 3        | 1        | 6        | 57    | 17    | 2     | 0        | 2     | 0     | 13    | 0     | 2     | 35    | 4        | .219  | .288     | .368     | .656  |
| 2002       | 日本ハム   | 25    | 31    | 28    | 2     | 1     | 0        | 0        | 0        | 1     | 0     | 0     | 0        | 1     | 0     | 2     | 0     | 0     | 8     | 1        | .036  | .100     | .036     | .136  |
| 2003       | 日本ハム   | 81    | 203   | 177   | 21    | 44    | 9        | 0        | 4        | 65    | 17    | 2     | 3        | 2     | 0     | 22    | 1     | 2     | 50    | 4        | .249  | .338     | .367     | .706  |
| 2004       | 日本ハム   | 56    | 124   | 112   | 14    | 26    | 3        | 0        | 0        | 29    | 8     | 1     | 1        | 1     | 0     | 9     | 1     | 2     | 26    | 4        | .232  | .301     | .259     | .560  |
| 2005       | 日本ハム   | 11    | 14    | 12    | 0     | 1     | 0        | 0        | 0        | 1     | 1     | 0     | 0        | 1     | 0     | 1     | 0     | 0     | 3     | 0        | .083  | .154     | .083     | .237  |
| 2006       | 中日       | 59    | 89    | 81    | 8     | 18    | 6        | 0        | 0        | 24    | 8     | 0     | 0        | 2     | 1     | 3     | 0     | 2     | 16    | 1        | .222  | .264     | .296     | .561  |
| 2007       | 中日       | 23    | 32    | 27    | 2     | 6     | 0        | 1        | 0        | 8     | 1     | 0     | 0        | 1     | 0     | 2     | 0     | 2     | 5     | 0        | .222  | .323     | .296     | .619  |
| 2008       | 中日       | 1     | 1     | 1     | 0     | 0     | 0        | 0        | 0        | 0     | 0     | 0     | 0        | 0     | 0     | 0     | 0     | 0     | 0     | 0        | .000  | .000     | .000     | .000  |
| 通算：14年 | 通算：14年 | 1027  | 2349  | 2058  | 226   | 486   | 100      | 6        | 37       | 709   | 192   | 36    | 14       | 45    | 12    | 208   | 7     | 25    | 494   | 46       | .236  | .312     | .345     | .657  |

### 年度別守備成績
| 年 度 | 球 団    | 外野  | 外野  | 外野  | 外野  | 外野  | 外野     |
| 年 度 | 球 団    | 試 合 | 刺 殺 | 補 殺 | 失 策 | 併 殺 | 守 備 率 |
| ----- | -------- | ----- | ----- | ----- | ----- | ----- | -------- |
| 1995  | 日本ハム | 101   | 120   | 12    | 3     | 4     | .978     |
| 1996  | 日本ハム | 121   | 203   | 9     | 1     | 1     | .995     |
| 1997  | 日本ハム | 128   | 223   | 8     | 0     | 2     | 1.000    |
| 1998  | 日本ハム | 114   | 147   | 6     | 5     | 1     | .968     |
| 1999  | 日本ハム | 85    | 77    | 2     | 1     | 0     | .988     |
| 2000  | 日本ハム | 81    | 91    | 1     | 1     | 1     | .989     |
| 2001  | 日本ハム | 61    | 52    | 5     | 0     | 2     | 1.000    |
| 2002  | 日本ハム | 19    | 18    | 1     | 1     | 0     | .950     |
| 2003  | 日本ハム | 52    | 78    | 1     | 1     | 1     | .988     |
| 2004  | 日本ハム | 40    | 48    | 1     | 0     | 0     | 1.000    |
| 2005  | 日本ハム | 3     | 2     | 0     | 0     | 0     | 1.000    |
| 2006  | 中日     | 38    | 36    | 1     | 2     | 0     | .949     |
| 2007  | 中日     | 15    | 16    | 0     | 0     | 0     | 1.000    |
| 通算  | 通算     | 858   | 1111  | 47    | 15    | 12    | .987     |

### 記録
初記録
- 初出場：1995年4月1日、対近鉄バファローズ1回戦（藤井寺球場）、9回表に中島輝士の代打として出場
- 初先発出場：1995年4月8日、対西武ライオンズ2回戦（西武ライオンズ球場）、9番・右翼手として先発出場
- 初安打・初打点：1995年4月23日、対西武ライオンズ6回戦（東京ドーム）、6回裏に渡辺久信から決勝適時打
- 初盗塁：1995年4月30日、対福岡ダイエーホークス6回戦（福岡ドーム）、6回表に二盗（投手：田畑一也、捕手：吉永幸一郎）
- 初本塁打：1995年6月10日、対近鉄バファローズ10回戦（三条市民球場）、2回表に山崎慎太郎から2ラン

節目の記録
- 1000試合出場：2006年10月10日、対読売ジャイアンツ22回戦（東京ドーム）、9回裏に左翼手として出場 ※史上414人目

### 背番号
- 12（1992年 - 1993年）
- 44（1994年 - 2005年）
- 35（2006年 - 2008年）
- 87（2009年 - 2015年、2021年 - 2022年）
- 75（2016年 - 2020年）
- 86（2023年 - 2024年）
- 84（2025年 - ）

## 関連情報

### CM出演
- サンリン